# 国立高等装飾美術学校
国立高等装飾美術学校（フランス語 : École Nationale Supérieure des Arts Décoratifs, 通称アール・デコ、ENSAD）は、フランスのパリ市に所在する国立の美術学校でありPSL研究大学の一校である。フランス国内で最も権威のある芸術学校であり、起源は１７６６年である。パリ5区のウルム通り31番地。

## 概要
ENSADは、1920年代のデザイン運動アール・デコにおいて中心的な役割を果たし、新たなデザイン概念を創出した。教育機関として世界的にも評価が高い。学科には、アニメーション、写真、舞台芸術、インダストリアルデザイン、コミュニケーションデザイン、インタラクティブデザイン、映像、インテリアデザイン、ファッション、テキスタイル、版画がある。

## 沿革

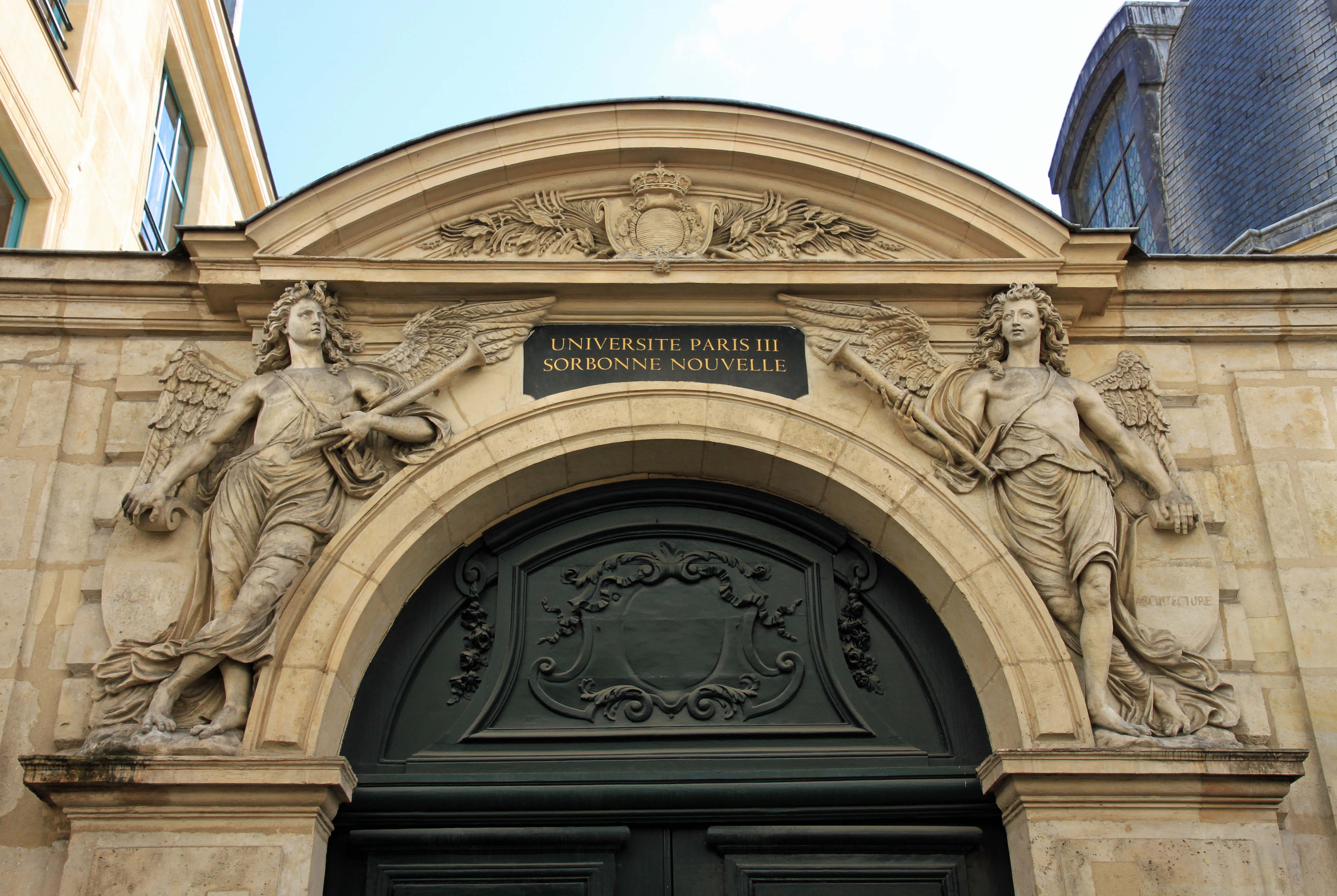
パリ5区エコール通りにあるルイ15世時代の旧王立自由美術学校の正門。

ENSADの歴史は、1766年にジャン＝ジャック・バシュリエが創立し、1767年にフランス王ルイ15世の特許状を得た王立自由美術学校（École royale gratuite de dessin）にまで遡ることができる。
創立者の目標は、芸術的要素を兼ね備えた工芸を発展させることで、工業製品の品質を向上させることだった。同校は厳格かつ過酷な徒弟制をとることで、技術と文化、知性と感性を両立させる芸術教育を実現し、才能ある職人を創造性豊かな芸術家へと育成してきた。
幾度かの改名を経て、1877年に国立装飾美術学校（École nationale des arts décoratifs）になり、1927年に現在まで続く国立高等装飾美術学校（École nationale supérieure des arts décoratifs）を名乗るようになった。

## 歴代学長
- 1766-1806 : ジャン＝ジャック・バシュリエ（フランス語版）
- 1806-1831 : ジャン＝シャルル・ニケーズ・ペラン
- 1831-1866 : ジャン＝イレール・ベロック（フランス語版）
- 1866-1869 : オラース・ルコック・ド・ボワボードラン
- 1869-1877 : Alphonse Laurent-Jean
- 1877-1908 : Auguste Louvrier de Lajolais
- 1908-1925 : Eugène Édouard Morand
- 1926-1931 : Charles Couyba
- 1931-1941 : Léon Deshairs
- 1941-1943 : ポール・ランドスキ
- 1943-1945 : ポール・トゥルノン
- 1945-1959 : レオン・ムーシナック（フランス語版）
- 1959-1971 : ジャック・アドネ（フランス語版）
- 1971-1990 : Michel Tourlière
- 1990-2002 : リシャール・ペドゥッツィ（フランス語版）
- 2002-2008 : パトリック・レイノー（フランス語版）
- 2008-2013 : ジュネヴィエーヴ・ガロ（フランス語版）[1]
- 2014-2018 : Marc Partouche
- 2018- : Emmanuel Tibloux

## 著名な教員
- アドルフ・ムーロン・カッサンドル
- エクトール・ギマール
- ポール・トゥルノン
- ウジェーヌ・エマニュエル・ヴィオレ・ル・デュク
- フランソワ・パンネマーケル
- ローザ・ボヌール
- フィリップ・スタルク

## 著名な卒業生等
- ペネロープ・バジュー - バンド・デシネ作家（漫画家）、イラストレーター
- エマニュエル・ギベール - バンド・デシネ作家（漫画家）
- エクトール・ギマール - 建築家、デザイナー、装飾家、アール・ヌーヴォーの代表者
- フェルナン・レジェ - 画家
- マルセル・ロッズ - 建築家
- アネット・メサジェ - アーティスト
- フランシス・ピカビア - アーティスト
- ジャン・ジャンセン - 画家
- ルネ・ラリック - ガラス工芸家、宝飾（ジュエリー）デザイナー
- フレッド・ツェラー - 画家、政治活動家
- ジャン・デュナン - 漆芸家、彫刻家、銅細工家、インテリアデザイナー
- マリーナ・スクリアビン - 作曲家、音楽学者
- ボリス・ペトロヴィッチ - 旧モンテネグロ王家の子孫
- イシュトヴァーン・サンドルフィ - 超写実主義の画家
- アンリ・ブシャール - 彫刻家